# Felipe Nasr
Luíz Felipe de Oliveira Nasr (ur. 21 sierpnia 1992 w Brasílii) – brazylijski kierowca wyścigowy.

## Życiorys

### Formuła BMW
Felipe karierę rozpoczął w roku 2000 od startów w kartingu. W 2008 roku zadebiutował w serii wyścigów open-wheel – Amerykańskiej Formule BMW. Wystąpiwszy w dwóch wyścigach, w jednym stanął na podium, ostatecznie będąc sklasyfikowanym na 10. pozycji. Sezon później brał udział w pełnym cyklu europejskiego cyklu. Równa i konsekwentna jazda zaowocowała tytułem mistrzowskim. Brazylijczyk pięciokrotnie zwyciężył, a tylko we dwóch wyścigach nie zameldował się na podium. Nasr wystąpił również w jednej eliminacji Pacyficznej Formuły BMW. Zdominował w niej rywalizację pokonując lokalnych zawodników. Nie był jednak liczony do klasyfikacji.

### Formuła 3
W sezonie 2010 Brazylijczyk zadebiutował w Brytyjskiej Formule 3. Stanąwszy czterokrotnie na podium (w tym raz zwyciężył, na torze Snetterton) został sklasyfikowany na 5. miejscu. Podczas zmagań w Grand Prix Makau Nasr zajął 11. pozycję. W kolejnym roku startów Felipe podpisał kontrakt z mistrzowską ekipą Carlin Motorsport. Zwyciężywszy siedmiokrotnie, pewnie sięgnął po tytuł mistrzowski.

### Seria GP2
W 2012 roku Brazylijczyk zdobył posadę etatowego kierowcy ekipy DAMS w przedsionku Formuły 1 – Serii GP2. W pierwszym sezonie startów czterokrotnie stawał na podium. Z dorobkiem 95 punktów został sklasyfikowany na dziesiątym miejscu w klasyfikacji generalnej.
Na sezon 2013 Nasr zmienił zespół na brytyjski Carlin. Tym razem był już w piątce, która do końca liczyła się w walce o mistrzowski tytuł. Jednakże podczas trzech ostatnich rund zdobył zaledwie 24 punkty, co sprawiło, że mimo wyprzedzenia Stefano Colettiego, za którym plasował się w pierwszej części sezonu, spadł za trzech innych kierowców. Ostatecznie 154 punkty dały mu czwartą pozycję w klasyfikacji końcowej.
W 2014 roku Brazylijczyk kontynuował współpracę z brytyjską ekipą Carlin. W sprincie w Barcelonie odniósł pierwsze zwycięstwo w GP2. W kolejnej części sezonu powtórzył ten sukces jeszcze trzykrotnie. Był najlepszy w głównym wyścigu w Austrii oraz w sprintach w Wielkiej Brytanii i w Belgii. Miał jednak mniejszą liczbę miejsc na podium niż Palmer i Vandoorne, co zadecydowało, że w klasyfikacji generalnej uplasował się na trzecim miejscu.

### Formuła 1

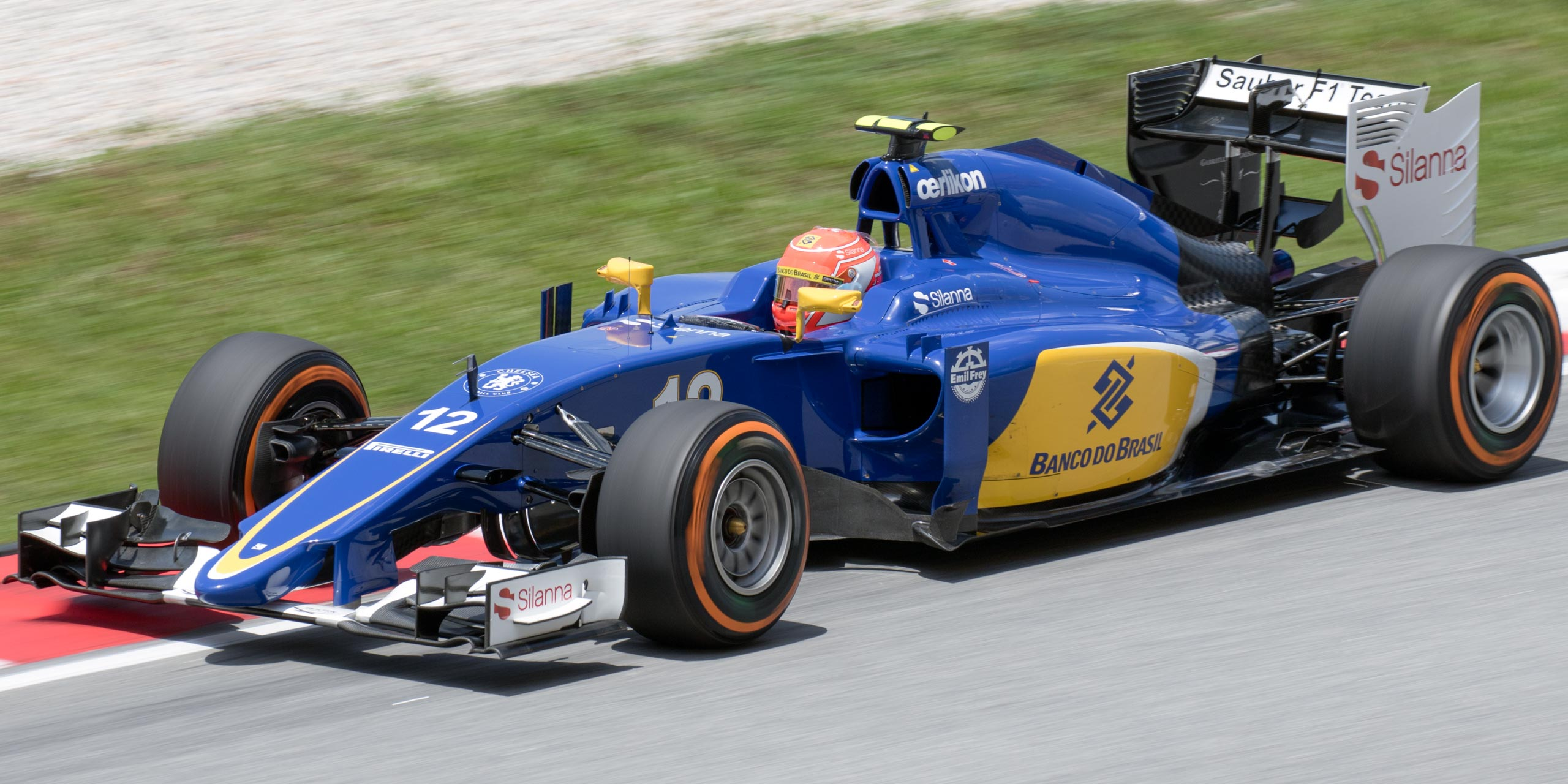
Felipe Nasr podczas Grand Prix Malezji w bolidzie Sauber C34 (2015)

6 listopada 2014 roku Felipe Nasr, został zakontraktowany na starty w Formule 1 jako kierowca Sauber F1 Team w sezonie 2015. 

## Wyniki

### Formuła 1
| Legenda oznaczeń w tabelach wyników Wyświetl szablon na nowej stronie | Legenda oznaczeń w tabelach wyników Wyświetl szablon na nowej stronie                                                                     |
| Oznaczenie                                                            | Wyjaśnienie |
| --------------------------------------------------------------------- | --- |
| Złoty                                                                 | Zwycięzca lub mistrzostwo |
| Srebrny                                                               | 2. miejsce lub wicemistrzostwo |
| Brązowy                                                               | 3. miejsce lub II wicemistrzostwo |
| Zielony                                                               | Ukończył, punktował (w klasyfikacji generalnej, gdy zdobył co najmniej jeden punkt na przestrzeni sezonu, poza trzema powyższymi opcjami) |
| Niebieski                                                             | Ukończył, nie punktował (w klasyfikacji generalnej, gdy nie zdobył co najmniej jednego punktu na przestrzeni sezonu)                      |
| Czerwony                                                              | Nie zakwalifikował się (NZ) |
| Czerwony                                                              | Nie prekwalifikował się (NPK) |
| Różowy                                                                | Nie ukończył (NU) |
| Różowy                                                                | Niesklasyfikowany (NS) (w klasyfikacji generalnej, gdy nie został sklasyfikowany w żadnym wyścigu sezonu)                                 |
| Czarny                                                                | Zdyskwalifikowany (DK) |
| Czarny                                                                | Wykluczony (WYK/EX) |
| Biały                                                                 | Nie wystartował (NW) |
| Biały                                                                 | Kontuzjowany (K/INJ) |
| Biały                                                                 | Wyścig odwołany (OD/C) |
| Bez koloru                                                            | Został wycofany (WYC/WD) |
| Bez koloru                                                            | Nie przybył (NP/DNA) |
| Bez koloru                                                            | Nie brał udziału w treningach (NT/DNP) |
| Bez koloru                                                            | Nie został zgłoszony (–) |
| Pogrubienie                                                           | Start z pole position |
| Kursywa                                                               | Najszybsze okrążenie wyścigu |
| †                                                                     | Nie ukończył, ale jego rezultat został zaliczony ze względu na przejechanie więcej niż 90% dystansu wyścigu.                              |
| *                                                                     | Sezon w trakcie |
| 1/2/3                                                                 | Punktowana pozycja w sprincie kwalifikacyjnym                                                                                             |
| Lista systemów punktacji Formuły 1                                    | |

| Rok  | Zespół         | Samochód   | Silnik                | Wyniki w poszczególnych eliminacjach | Wyniki w poszczególnych eliminacjach | Wyniki w poszczególnych eliminacjach | Wyniki w poszczególnych eliminacjach | Wyniki w poszczególnych eliminacjach | Wyniki w poszczególnych eliminacjach | Wyniki w poszczególnych eliminacjach | Wyniki w poszczególnych eliminacjach | Wyniki w poszczególnych eliminacjach | Wyniki w poszczególnych eliminacjach | Wyniki w poszczególnych eliminacjach | Wyniki w poszczególnych eliminacjach | Wyniki w poszczególnych eliminacjach | Wyniki w poszczególnych eliminacjach | Wyniki w poszczególnych eliminacjach | Wyniki w poszczególnych eliminacjach | Wyniki w poszczególnych eliminacjach | Wyniki w poszczególnych eliminacjach | Wyniki w poszczególnych eliminacjach | Wyniki w poszczególnych eliminacjach | Wyniki w poszczególnych eliminacjach | Punkty | Pozycja |
| ---- | -------------- | ---------- | --------------------- | ------------------------------------ | ------------------------------------ | ------------------------------------ | ------------------------------------ | ------------------------------------ | ------------------------------------ | ------------------------------------ | ------------------------------------ | ------------------------------------ | ------------------------------------ | ------------------------------------ | ------------------------------------ | ------------------------------------ | ------------------------------------ | ------------------------------------ | ------------------------------------ | ------------------------------------ | ------------------------------------ | ------------------------------------ | ------------------------------------ | ------------------------------------ | ------ | ------- |
| 2015 | Sauber F1 Team | Sauber C34 | Ferrari 059/4 1.6T V6 | AUS                                  | MAL                                  | CHN                                  | BHR                                  | ESP                                  | MON                                  | KAN                                  | AUT                                  | GBR                                  | HUN                                  | BEL                                  | ITA                                  | SIN                                  | JPN                                  | RUS                                  | USA                                  | MEX                                  | BRA                                  | ABU                                  |                                      |                                      | 27     | 13      |
| 2015 | Sauber F1 Team | Sauber C34 | Ferrari 059/4 1.6T V6 | 5                                    | 12                                   | 8                                    | 12                                   | 12                                   | 9                                    | 16                                   | 11                                   | NW                                   | 11                                   | 11                                   | 13                                   | 10                                   | 20†                                  | 6                                    | 9                                    | NU                                   | 13                                   | 15                                   |                                      |                                      | 27     | 13      |
| 2016 | Sauber F1 Team | Sauber C35 | Ferrari 059/4 1.6T V6 | Australia                            | Bahrajn                              |                                      | Rosja                                | Hiszpania                            | Monako                               | Kanada                               | Unia Europejska                      | Austria                              | Wielka Brytania                      | Węgry                                | Niemcy                               | Belgia                               | Włochy                               | Singapur                             | Malezja                              | Japonia                              | Stany Zjednoczone                    | Meksyk                               | Brazylia                             |                                      | 2      | 17      |
| 2016 | Sauber F1 Team | Sauber C35 | Ferrari 059/4 1.6T V6 | 15                                   | 14                                   | 20                                   | 16                                   | 14                                   | NU                                   | 18                                   | 12                                   | 13                                   | 15                                   | 17                                   | NU                                   | 17                                   | NU                                   | 13                                   | NU                                   | 19                                   | 15                                   | 15                                   | 9                                    | 16                                   | 2      | 17      |

### GP2
| Legenda oznaczeń w tabelach wyników Wyświetl szablon na nowej stronie | Legenda oznaczeń w tabelach wyników Wyświetl szablon na nowej stronie                                                                     |
| Oznaczenie                                                            | Wyjaśnienie |
| --------------------------------------------------------------------- | --- |
| Złoty                                                                 | Zwycięzca lub mistrzostwo |
| Srebrny                                                               | 2. miejsce lub wicemistrzostwo |
| Brązowy                                                               | 3. miejsce lub II wicemistrzostwo |
| Zielony                                                               | Ukończył, punktował (w klasyfikacji generalnej, gdy zdobył co najmniej jeden punkt na przestrzeni sezonu, poza trzema powyższymi opcjami) |
| Niebieski                                                             | Ukończył, nie punktował (w klasyfikacji generalnej, gdy nie zdobył co najmniej jednego punktu na przestrzeni sezonu)                      |
| Czerwony                                                              | Nie zakwalifikował się (NZ) |
| Czerwony                                                              | Nie prekwalifikował się (NPK) |
| Różowy                                                                | Nie ukończył (NU) |
| Różowy                                                                | Niesklasyfikowany (NS) (w klasyfikacji generalnej, gdy nie został sklasyfikowany w żadnym wyścigu sezonu)                                 |
| Czarny                                                                | Zdyskwalifikowany (DK) |
| Czarny                                                                | Wykluczony (WYK/EX) |
| Biały                                                                 | Nie wystartował (NW) |
| Biały                                                                 | Kontuzjowany (K/INJ) |
| Biały                                                                 | Wyścig odwołany (OD/C) |
| Bez koloru                                                            | Został wycofany (WYC/WD) |
| Bez koloru                                                            | Nie przybył (NP/DNA) |
| Bez koloru                                                            | Nie brał udziału w treningach (NT/DNP) |
| Bez koloru                                                            | Nie został zgłoszony (–) |
| Pogrubienie                                                           | Start z pole position |
| Kursywa                                                               | Najszybsze okrążenie wyścigu |
| †                                                                     | Nie ukończył, ale jego rezultat został zaliczony ze względu na przejechanie więcej niż 90% dystansu wyścigu.                              |
| *                                                                     | Sezon w trakcie |
| 1/2/3                                                                 | Punktowana pozycja w sprincie kwalifikacyjnym                                                                                             |
| Lista systemów punktacji Formuły 1                                    | |

| Rok  | Zespół | Wyniki w poszczególnych eliminacjach | Wyniki w poszczególnych eliminacjach | Wyniki w poszczególnych eliminacjach | Wyniki w poszczególnych eliminacjach | Wyniki w poszczególnych eliminacjach | Wyniki w poszczególnych eliminacjach | Wyniki w poszczególnych eliminacjach | Wyniki w poszczególnych eliminacjach | Wyniki w poszczególnych eliminacjach | Wyniki w poszczególnych eliminacjach | Wyniki w poszczególnych eliminacjach | Wyniki w poszczególnych eliminacjach | Wyniki w poszczególnych eliminacjach | Wyniki w poszczególnych eliminacjach | Wyniki w poszczególnych eliminacjach | Wyniki w poszczególnych eliminacjach | Wyniki w poszczególnych eliminacjach | Wyniki w poszczególnych eliminacjach | Wyniki w poszczególnych eliminacjach | Wyniki w poszczególnych eliminacjach | Wyniki w poszczególnych eliminacjach | Wyniki w poszczególnych eliminacjach | Wyniki w poszczególnych eliminacjach | Wyniki w poszczególnych eliminacjach | Punkty | Pozycja |
| ---- | ------ | ------------------------------------ | ------------------------------------ | ------------------------------------ | ------------------------------------ | ------------------------------------ | ------------------------------------ | ------------------------------------ | ------------------------------------ | ------------------------------------ | ------------------------------------ | ------------------------------------ | ------------------------------------ | ------------------------------------ | ------------------------------------ | ------------------------------------ | ------------------------------------ | ------------------------------------ | ------------------------------------ | ------------------------------------ | ------------------------------------ | ------------------------------------ | ------------------------------------ | ------------------------------------ | ------------------------------------ | ------ | ------- |
| 2012 | DAMS   | MAL                                  | MAL                                  | BHR                                  | BHR                                  | BHR                                  | BHR                                  | ESP                                  | ESP                                  | MON                                  | MON                                  | VAL                                  | VAL                                  | GBR                                  | GBR                                  | DEU                                  | DEU                                  | HUN                                  | HUN                                  | BEL                                  | BEL                                  | ITA                                  | ITA                                  | SIN                                  | SIN                                  | 95     | 10      |
| 2012 | DAMS   | 6                                    | 3                                    | NU                                   | 6                                    | 11                                   | 5                                    | 11                                   | 9                                    | 17                                   | NU                                   | NU                                   | 14                                   | 6                                    | 3                                    | 4                                    | 3                                    | 25†                                  | 8                                    | 8                                    | 2                                    | NU                                   | 21                                   | 6                                    | 7                                    | 95     | 10      |
| 2013 | Carlin | MAL                                  | MAL                                  | BHR                                  | BHR                                  | ESP                                  | ESP                                  | MON                                  | MON                                  | GBR                                  | GBR                                  | DEU                                  | DEU                                  | HUN                                  | HUN                                  | BEL                                  | BEL                                  | ITA                                  | ITA                                  | SIN                                  | SIN                                  | ARE                                  | ARE                                  |                                      |                                      | 154    | 4       |
| 2013 | Carlin | 4                                    | 2                                    | 4                                    | 2                                    | 2                                    | 3                                    | 4                                    | 4                                    | NU                                   | 7                                    | 9                                    | 4                                    | 3                                    | 5                                    | NU                                   | 8                                    | NU                                   | 12                                   | 2                                    | 16                                   | 7                                    | 18                                   |                                      |                                      | 154    | 4       |
| 2014 | Carlin | BHR                                  | BHR                                  | ESP                                  | ESP                                  | MON                                  | MON                                  | AUT                                  | AUT                                  | GBR                                  | GBR                                  | DEU                                  | DEU                                  | HUN                                  | HUN                                  | BEL                                  | BEL                                  | ITA                                  | ITA                                  | RUS                                  | RUS                                  | ARE                                  | ARE                                  |                                      |                                      | 224    | 3       |
| 2014 | Carlin | 8                                    | 4                                    | 3                                    | 1                                    | 3                                    | NU                                   | 1                                    | NU                                   | 7                                    | 1                                    | 5                                    | 2                                    | 6                                    | 3                                    | 4                                    | 1                                    | 6                                    | 6                                    | 17                                   | 3                                    | 4                                    | 2                                    |                                      |                                      | 224    | 3       |

### Formuła E
| Legenda oznaczeń w tabelach wyników Wyświetl szablon na nowej stronie | Legenda oznaczeń w tabelach wyników Wyświetl szablon na nowej stronie                                                                     |
| Oznaczenie                                                            | Wyjaśnienie |
| --------------------------------------------------------------------- | --- |
| Złoty                                                                 | Zwycięzca lub mistrzostwo |
| Srebrny                                                               | 2. miejsce lub wicemistrzostwo |
| Brązowy                                                               | 3. miejsce lub II wicemistrzostwo |
| Zielony                                                               | Ukończył, punktował (w klasyfikacji generalnej, gdy zdobył co najmniej jeden punkt na przestrzeni sezonu, poza trzema powyższymi opcjami) |
| Niebieski                                                             | Ukończył, nie punktował (w klasyfikacji generalnej, gdy nie zdobył co najmniej jednego punktu na przestrzeni sezonu)                      |
| Czerwony                                                              | Nie zakwalifikował się (NZ) |
| Czerwony                                                              | Nie prekwalifikował się (NPK) |
| Różowy                                                                | Nie ukończył (NU) |
| Różowy                                                                | Niesklasyfikowany (NS) (w klasyfikacji generalnej, gdy nie został sklasyfikowany w żadnym wyścigu sezonu)                                 |
| Czarny                                                                | Zdyskwalifikowany (DK) |
| Czarny                                                                | Wykluczony (WYK/EX) |
| Biały                                                                 | Nie wystartował (NW) |
| Biały                                                                 | Kontuzjowany (K/INJ) |
| Biały                                                                 | Wyścig odwołany (OD/C) |
| Bez koloru                                                            | Został wycofany (WYC/WD) |
| Bez koloru                                                            | Nie przybył (NP/DNA) |
| Bez koloru                                                            | Nie brał udziału w treningach (NT/DNP) |
| Bez koloru                                                            | Nie został zgłoszony (–) |
| Pogrubienie                                                           | Start z pole position |
| Kursywa                                                               | Najszybsze okrążenie wyścigu |
| †                                                                     | Nie ukończył, ale jego rezultat został zaliczony ze względu na przejechanie więcej niż 90% dystansu wyścigu.                              |
| *                                                                     | Sezon w trakcie |
| 1/2/3                                                                 | Punktowana pozycja w sprincie kwalifikacyjnym                                                                                             |
| Lista systemów punktacji Formuły 1                                    | |

| Rok       | Zespół      | Wyniki w poszczególnych eliminacjach | Wyniki w poszczególnych eliminacjach | Wyniki w poszczególnych eliminacjach | Wyniki w poszczególnych eliminacjach | Wyniki w poszczególnych eliminacjach | Wyniki w poszczególnych eliminacjach | Wyniki w poszczególnych eliminacjach | Wyniki w poszczególnych eliminacjach | Wyniki w poszczególnych eliminacjach | Wyniki w poszczególnych eliminacjach | Wyniki w poszczególnych eliminacjach | Wyniki w poszczególnych eliminacjach | Wyniki w poszczególnych eliminacjach | Punkty | Pozycja |
| --------- | ----------- | ------------------------------------ | ------------------------------------ | ------------------------------------ | ------------------------------------ | ------------------------------------ | ------------------------------------ | ------------------------------------ | ------------------------------------ | ------------------------------------ | ------------------------------------ | ------------------------------------ | ------------------------------------ | ------------------------------------ | ------ | ------- |
| 2018/2019 | Geox Dragon | Arabia Saudyjska                     | Maroko                               | Chile                                | Meksyk                               | Hongkong                             |                                      | Włochy                               | Francja                              | Monako                               | Niemcy                               | Szwajcaria                           | Stany Zjednoczone                    | Stany Zjednoczone                    | 0      | 24      |
| 2018/2019 | Geox Dragon | –                                    | –                                    | –                                    | 19                                   | NU                                   | NU                                   | –                                    | –                                    | –                                    | –                                    | –                                    | –                                    | –                                    | 0      | 24      |

### Podsumowanie
| Sezon | Seria                   | Zespół                     | Wyścigi          | Zwycięstwa       | PP               | NO               | Podium           | Punkty           | Pozycja          |
| ----- | ----------------------- | -------------------------- | ---------------- | ---------------- | ---------------- | ---------------- | ---------------- | ---------------- | ---------------- |
| 2008  | Amerykańska Formuła BMW | Amir Nasr Racing           | 2                | 0                | 0                | 0                | 1                | 25               | 10               |
| 2009  | Europejska Formuła BMW  | EuroInternational          | 16               | 5                | 6                | 6                | 14               | 392              | 1                |
| 2009  | Pacyficka Formuła BMW   | EuroInternational          | 3                | 2                | 2                | 2                | 2                | 0†               | NS†              |
| 2010  | Brytyjska Formuła 3     | Räikkönen Robertson Racing | 30               | 1                | 1                | 3                | 4                | 136              | 5                |
| 2010  | Grand Prix Makau        | Räikkönen Robertson Racing | 1                | 0                | 0                | 0                | 0                | N/A              | 11               |
| 2011  | Brytyjska Formuła 3     | Carlin Motorsport          | 30               | 7                | 4                | 8                | 17               | 318              | 1                |
| 2011  | Grand Prix Makau        | Carlin Motorsport          | 1                | 0                | 0                | 0                | 1                | N/A              | 2                |
| 2012  | 24 Hours of Daytona     | Michael Shank Racing       | 1                | 0                | 0                | 0                | 1                | 30               | 3                |
| 2012  | Seria GP2               | DAMS                       | 24               | 0                | 0                | 1                | 4                | 95               | 10               |
| 2012  | Formula 3 Euro Series   | Carlin                     | 2                | 0                | 0                | 0                | 0                | 0                | NS               |
| 2012  | Grand Prix Makau        | Carlin                     | 1                | 0                | 0                | 0                | 0                | N/A              | 5                |
| 2013  | Seria GP2               | Carlin                     | 22               | 0                | 0                | 0                | 6                | 154              | 4                |
| 2014  | Seria GP2               | Carlin                     | 22               | 4                | 1                | 1                | 10               | 224              | 3                |
| 2014  | Formuła 1               | Williams Martini Racing    | Kierowca testowy | Kierowca testowy | Kierowca testowy | Kierowca testowy | Kierowca testowy | Kierowca testowy | Kierowca testowy |
| 2015  | Formuła 1               | Sauber F1 Team             | 18               | 0                | 0                | 0                | 0                | 27               | 13               |
| 2016  | Formuła 1               | Sauber F1 Team             | 21               | 0                | 0                | 0                | 0                | 2                | 17               |

† – Nasr nie był liczony do klasyfikacji.

## Życie prywatne
Felipe Nasr ma libańskie pochodzenie.